# Borduas
Circonscription électorale provinciale du Canada
Borduas est une circonscription électorale provinciale du Québec. Elle est située dans la région administrative de la Montérégie. Elle est nommée en l'honneur du peintre automatiste québécois Paul-Émile Borduas

## Historique
La circonscription de Borduas a été créée en 1992. Elle était alors formée d'une partie des circonscriptions d'Iberville et de Verchères. En 2011, la circonscription est redéfinie à partir d'une partie de la circonscription précédente de Borduas (41 806 électeurs) et d'une partie de la circonscription précédente de Verchères (9 636 électeurs).  Lors du redécoupage électoral de 2017 la circonscription n'a pas été modifiée. Depuis sa création, cette circonscription a été représentée par un député du Parti québécois, jusqu'aux élections de 2014 lorsque la Coalition avenir Québec l'a remporté par une faible avance.

## Territoire et limites
La circonscription comprend les municipalités suivantes :
- Belœil
- McMasterville
- Mont-Saint-Hilaire
- Otterburn Park
- Saint-Antoine-sur-Richelieu
- Saint-Charles-sur-Richelieu
- Saint-Denis-sur-Richelieu
- Saint-Jean-Baptiste
- Sainte-Madeleine
- Saint-Marc-sur-Richelieu
- Sainte-Marie-Madeleine
- Saint-Mathieu-de-Beloeil

## Liste des députés
| Législature                                 | Années       | Député       | Député                  | Parti            |
| ------------------------------------------- | ------------ | ------------ | ----------------------- | ---------------- |
| Borduas Créée depuis Iberville et Verchères |              |              |                         |                  |
| 35e                                         | 1994–1998    |              | Jean-Pierre Charbonneau | Parti québécois  |
| 36e                                         | 1998–2003    |              | Jean-Pierre Charbonneau | Parti québécois  |
| 37e                                         | 2003–2007    |              | Jean-Pierre Charbonneau | Parti québécois  |
| 38e                                         | 2007–2008    | Pierre Curzi |                         | Parti québécois  |
| 39e                                         | 2008–2011    | Pierre Curzi |                         | Parti québécois  |
| 39e                                         | 2011–2012    | Pierre Curzi |                         | Indépendant      |
| 40e                                         | 2012–2014    |              | Pierre Duchesne         | Parti québécois  |
| 41e                                         | 2014–2018    |              | Simon Jolin-Barrette    | Coalition avenir |
| 42e                                         | 2018–2022    |              | Simon Jolin-Barrette    | Coalition avenir |
| 43e                                         | 2022–présent |              | Simon Jolin-Barrette    | Coalition avenir |

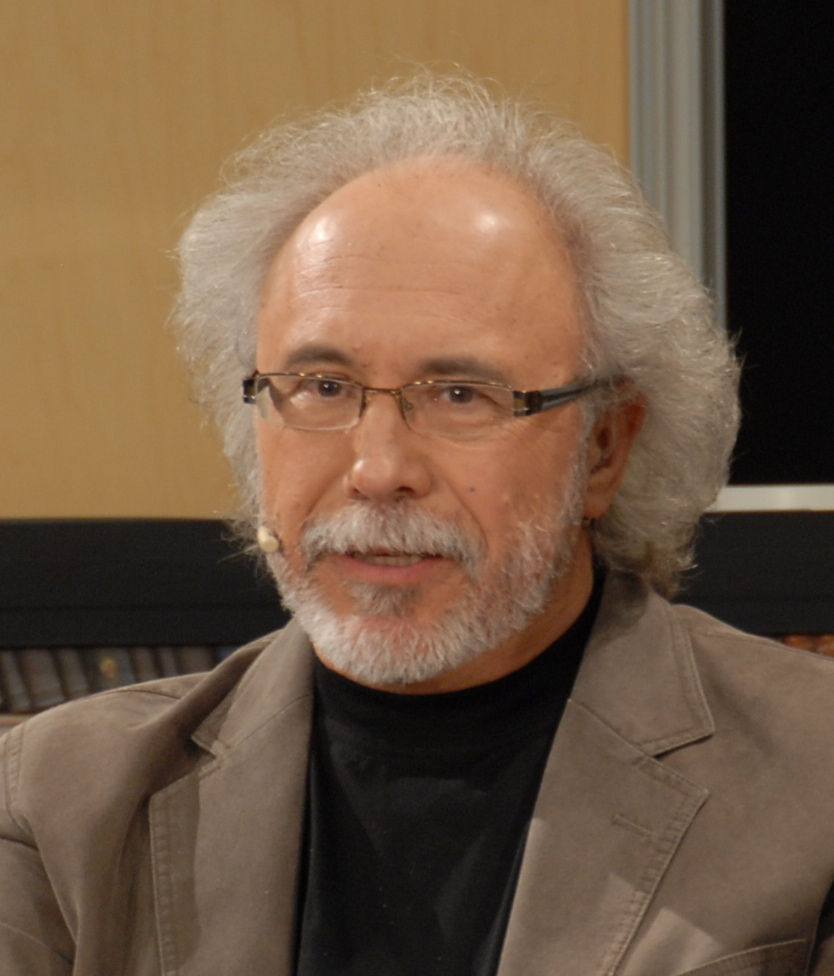
Jean-Pierre Charbonneau est député de Borduas de 1994 à 2007 pour le Parti québécois.
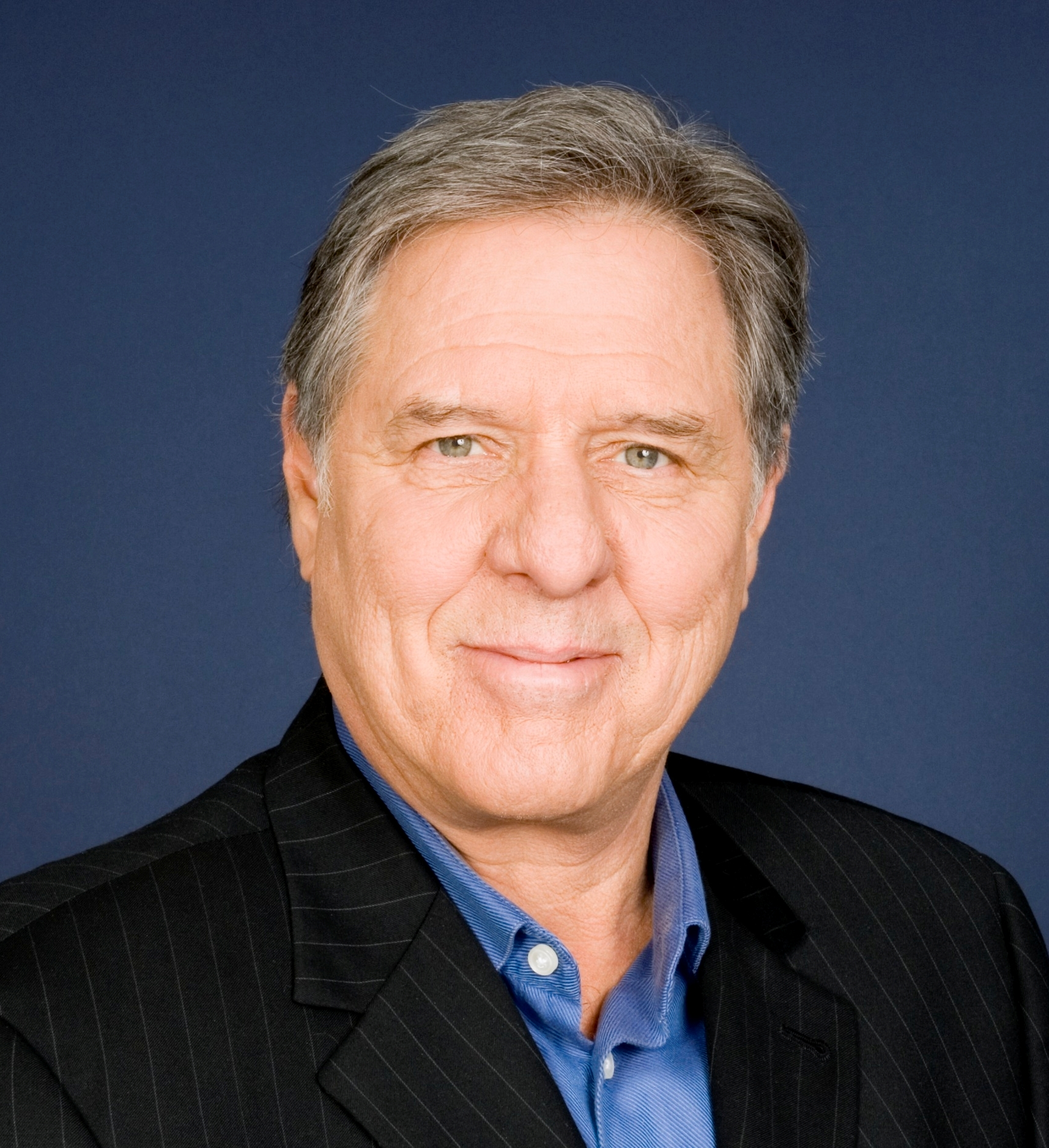
Pierre Curzi est député de Borduas de 2007 à 2012.
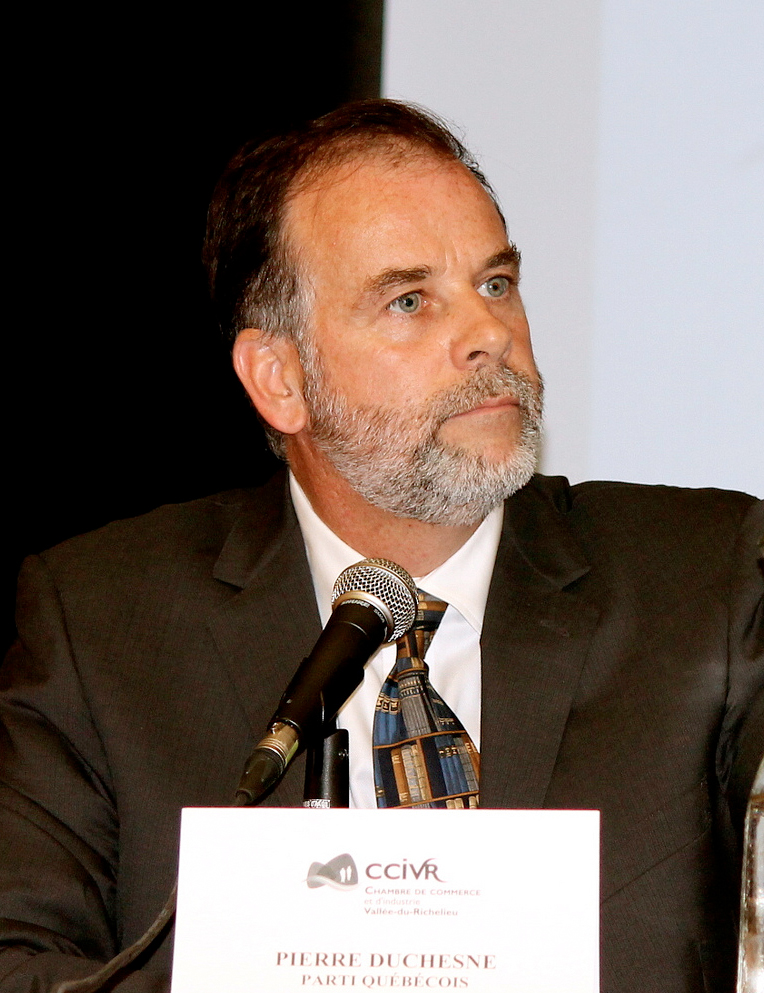
Pierre Duchesne est député de Borduas de 2012 à 2014 pour le Parti québécois.
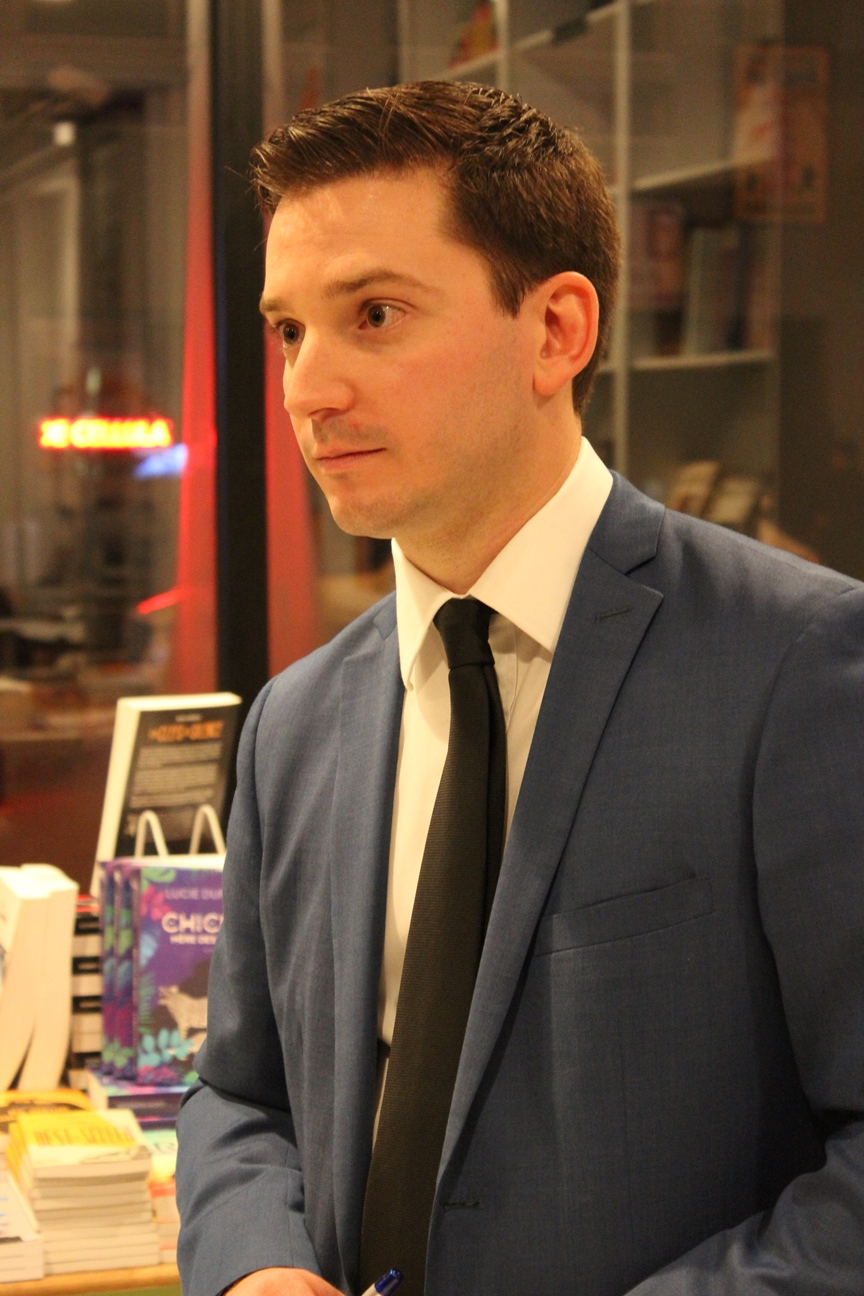
Simon Jolin-Barrette est député de Borduas depuis 2014 pour la Coalition avenir Québec.

## Résultats électoraux
Fief du Parti québécois, Borduas voit les candidats péquistes remporter les élections de plusieurs milliers de voix à chaque élection de sa fondation en 1992 jusqu'aux élections de 2014 où le député sortant, Pierre Duchesne, est battu de 99 voix par Simon Jolin-Barrette, le candidat caquiste.
| |
| - Parti libéral - Parti québécois - Action démocratique (ancien) - Québec solidaire - Coalition avenir - Parti conservateur |

## Référendums
| Borduas | Borduas | Borduas            | Borduas  | Borduas  | Borduas          | Borduas               | Borduas |
| Année   | Année   | Référendum         | % du OUI | % du NON | # total de votes | Taux de participation |         |
| ------- | ------- | ------------------ | -------- | -------- | ---------------- | --------------------- | ------- |
|         | 1995    | Référendum de 1995 | 58,34 %  | 41,66 %  | 32 334           | 95,59 %               |         |